# Liste des parcs de loisirs du Maroc

## Parcs d'attractions et parcs à thèmes

### Rabat-Salé-Zemmour-Zaer
- Playland Skhirate
- Magic Park salé
- Safari Park d'Oulmès
- Jardin zoologique national de Rabat
- TRAMPOMAROC : Parc de Loisirs avec des activités aériennes à Rabat - Salé
- Jardins exotiques de Bouknadel

### Grand Casablanca

#### Casablanca
- Parc Sindibad (Casablanca - Aïn Diab)
- Tamaris Aquapark à Casablanca
- Crazy Park Casablanca
- Loupi Land Casablanca
- Casa Park entertainment (projet?)
- Parc Jouba Land (projet?)

#### Mohammedia-Benslimane
- Dream Village
- VGK : village de port[Quoi ?] et loisirs
- Lanoria : club sportif et espace de jeux pour enfants

### Marrakech-Tensift-Al Haouz
- Palooza Land, Marrakech
- Ludiparc, parc de loisirs pour enfants (Marrakech)
- Oasiria-Aquapark (Marrakech)
- Terres d'Amanar, parc d'aventures dans le Parc national de Toubkal
- Magic Park Marrakech (Marrakech) (projet?)
- La ferme pédagogiqie, Ourika Park Marrakech - Espace de jeux pour enfants (Marrakech) (projet?)
- Adouar parc D'attraction (Marrakech) - Douar Oulad Mansour Wahat Sidi Brahim 40 000 - Marrakech - Maroc

### Fès-Meknès
- ATLAS parc aventure, Parc national d'Ifrane - parc accrobranche
- COCO PARK à Meknès - Le plus grand parc d'attractions au Maroc - ouverture prochaine
- Ludiparc à Meknès
- Parc Aquatique Aqualand, Meknès
- KS Fantasy Park à Meknès
- Fun Park Label Gallery, Parc de jeux indoor, Meknès
- Tropicana Parc, Fès
- Festiland, (Parc de Jeux) à Fès
- Parc aquatique Diamant Vert, Fés
- Rim Aquatique, (parc aquatique) à Fès
- Fun Park Borj Fez Mall, Parc de jeux indoor, Fès

### L'Oriental
- Aquapark de Saidia-Mediterrania

### Tanger-Tetouan
- German Kindergarten (Parc de Jeux) à Tanja Balia
- Smir park (parc aquatique) à M'Diq (à 10 km de Tetouan sur la Route N13 Tetouan-Sebta)
- M'nar park (parc aquatique) à Tanger
- Magic Park à Tanger (projet?)

### Sous-Massa-Drâa
- Parc aquatique d'Agadir
- Parc de Jeux de la Médina d'Agadir
- Magic Park d'Agadir (projet?)

### Al Hoceima
- BLUE BEACH - Base nautique et loisirs, plage Sfiha